# Бягаща жаба на Уил
Бягащите жаби на Уил (Semnodactylus wealii) са вид земноводни от семейство Hyperoliidae.
Срещат се в югоизточната част на Южна Африка.
Таксонът е описан за пръв път от белгийско-британския зоолог Жорж Албер Буланже през 1882 година.